# フランク・デ・ブレーケル
フランク・デ・ブレーケル（Frank De Bleeckere、1966年7月1日 - ）はベルギー出身のサッカー審判員。1984年に審判員の資格を取得。1998年にFIFAのライセンスを取得、国際審判員として活動している。第2言語として英語を使用できる。2012年、FIFAのレフェリング・テクニカルアドバイザーに就任した。

## 担当した主な国際大会

### 2006 FIFAワールドカップ
2006 FIFAワールドカップでは4試合を担当した。
- グループC: アルゼンチン代表 vs コートジボワール代表
- グループF: クロアチア代表 vs 日本代表
- 決勝トーナメント1回戦: イングランド代表 vs エクアドル代表
- 準々決勝: イタリア代表 vs ウクライナ代表

この大会のアジア最終予選・グループBの日本代表 vs 北朝鮮代表（バンコク）の主審も務めた。

### 2010 FIFAワールドカップ
2010 FIFAワールドカップでは3試合を担当した。
- グループB: アルゼンチン vs 韓国
- グループC: アメリカ合衆国 vs アルジェリア
- 決勝トーナメント1回戦: パラグアイ vs 日本